# Nights and Weekends
Pour plus de détails, voir Fiche technique et Distribution.
Nights and Week-ends est un film américain indépendant mumblecore de 2008, réalisé par Joe Swanberg et Greta Gerwig.

## Synopsis
Mattie et James sont en couple mais vivent dans deux villes différentes, New York pour elle, Chicago pour lui. Une situation qui rend chacune de leurs visites plus éprouvantes, puisque cela devient l'occasion de faire le point sur leur relation.

## Fiche technique
- Titre original : Nights and Weekends
- Réalisation et scénario : Joe Swanberg et Greta Gerwig
- Photographie : Matthias Grunsky et Benjamin Kasulke
- Montage : Joe Swanberg
- Musique :
- Pays d'origine : États-Unis
- Langue originale : anglais
- Format : couleur
- Genre :
- Durée : 80 minutes
- Dates de sortie : 
  - États-Unis : 2008

## Distribution
- Joe Swanberg : James
- Greta Gerwig : Mattie
- Jay Duplass : le frère de James
- Kent Osborne : le copain de la sœur de Mattie
- Lynn Shelton : la sœur de Mattie
- Ellen Stagg : la photographe